# KC Concepcion
KC Concepcion, pseudonimo di Maria Kristina Cassandra Concepcion (Manila, 7 aprile 1985), è un'attrice e cantante filippina.

## Biografia
Figlia della cantante Sharon Cuneta e dell'attore e regista Gabby Concepcion, è figliastra dell'ex senatore Francis Pangilinan, che ha sposato Cuneta nel 1996.
Ha iniziato la propria carriera musicale agli inizi degli anni 2000. Dal 2003 al 2005 ha lavorato come VJ su MTV Filippine. Nel 2006 è passata alla ABS-CBN.
Il suo primo album discografico è uscito nel 2008. Nel 2010 è uscito il suo secondo disco intitolato KC.
Dal 2016 è legata sentimentalmente al calciatore Alexander Borromeo.

## Filmografia parziale

### Televisione
- Sharon (2006-2010)
- I am KC (2008)
- Maalaala Mo Kaya (2008)
- May Bukas Pa (2009)
- Lovers in Paris (2009)
- The Buzz (2010-2011)
- ASAP (2010-in corso)
- Simply KC (2010)
- Star Circle Quest: The Search for the Next Kiddie Superstars (2010)
- Binibining Pilipinas 2011 (2011)
- The X Factor Philippines (2012)

### Cinema
- For the First Time, regia di Joyce E. Bernal (2008)
- When I Met U, regia di Joel Lamangan (2009)
- I'll Be There, regia di Maryo J. Delos Reyes (2010)
- Forever and a Day, regia di Cathy Garcia-Molina (2011)

## Discografia

### Album studio
- 2008 - a.k.a Cassandra
- 2010 - KC